# اگرسدورف بای گراتس
اگرسدورف بای گراتس (به آلمانی: Eggersdorf bei Graz) یک منطقهٔ مسکونی در اتریش است که در گراتس اومگبونگ واقع شده‌است. اگرسدورف بای گراتس ۹٫۹۱ کیلومتر مربع مساحت دارد ۴۱۰ متر بالاتر از سطح دریا واقع شده‌است.